# Rudolf Dassler
Rudolf Dassler (ur. 29 kwietnia 1898 w Herzogenaurach w Bawarii w Niemczech, zm. 27 października 1974 w Herzogenaurach) – niemiecki przedsiębiorca, założyciel firmy Puma produkującej odzież i obuwie sportowe, brat założyciela firmy Adidas – Adolfa Dasslera.
Początkowo jego firma nosiła nazwę „Ruda” (Rudolf Dassler) którą zmienił później na Puma.
Rudolf Dassler zmarł 27 października 1974 r. na raka płuc.